# Pongyola harangvirág
A pongyola harangvirág vagy szibériai harangvirág (Campanula sibirica) a fészkesvirágzatúak (Asterales) rendjébe, ezen belül a harangvirágfélék (Campanulaceae) családjába tartozó faj.

## Elterjedése
A pongyola harangvirág középhegységeinkben, a Dunántúlon és az Alföld egyes részein (Kis-A., Mezőföld, Duna-Tisza köze, Tiszántúl, Nyírség, Dráva-vidék) gyakori. A pongyola harangvirág két alfaja él Magyarországon C. sibirica ssp. sibirica él az országunk legnagyobb részében, míg a C. sibirica ssp. divergentiformis (Jáv.) Domin az Északi-középhegységünk keleti felében (Bükktől a Zempléni-hegységig)fordul csak elő.

## Alfajai
- Campanula sibirica subsp. divergens (Waldst. & Kit. ex Willd.) Nyman
- Campanula sibirica subsp. elatior (Fomin) Fed.
- Campanula sibirica subsp. hohenackeri (Fisch. & C.A.Mey.) Damboldt
- Campanula sibirica subsp. sibirica
- Campanula sibirica subsp. taurica (Juz.) Fed.

## Jellemzése
A szár elágazó, szőrös.
A tőlevelek hosszúkás lándzsásak, szőrösek.
A virágok kezdetben felállók, majd bókolók.
A virág pártája 15–40 mm hosszú, a csészecimpák közötti öblökben kifelé görbülő függelék van. A ssp. sibirica pártája rövidebb: 15–25 mm és cimpák közti függeléke lándzsás. A ssp. divergenteformis pártája általában hosszabb 30–40 mm, de ritkán lehet ettől rövidebb is 20–30 mm és a cimpák közti függeléke széles-lándzsás.
A toktermés bókoló.

## Életmódja, élőhelye
Évelő növény. Mészkő és dolomitsziklagyepjeinek, valamint löszös sziklafüves rétjeinek növénye.